# Friville-Escarbotin
Friville-Escarbotin är en kommun i departementet Somme i regionen Hauts-de-France i norra Frankrike. Kommunen ligger i kantonen Friville-Escarbotin som tillhör arrondissementet Abbeville. År 2022 hade Friville-Escarbotin 4 394 invånare.

## Befolkningsutveckling
Antalet invånare i kommunen Friville-Escarbotin
| Referens: INSEE |